# Bascanichthys bascanium
Bascanichthys bascanium är en fiskart som först beskrevs av Jordan, 1884.  Bascanichthys bascanium ingår i släktet Bascanichthys och familjen Ophichthidae. Inga underarter finns listade.